# アーリントン (カンザス州)
アーリントン (Arlington) は、アメリカ合衆国カンザス州リノ郡に位置する都市である。2000年現在の国勢調査で、この都市は総人口459人である。

## 地理
アーリントンは、北緯37度53分47秒、西経98度10分46秒 (37.896363, -98.179313)に位置している。
アメリカ合衆国統計局によると、この都市は総面積3.1 km2 (1.2 mi2) である。このうち3.1 km2 (1.2 mi2) が陸地で水地域は存在しない。

## 人口動静
2000年現在の国勢調査で、この都市は人口459人、202世帯、及び136家族が暮らしている。人口密度は147.7/km2 (383.1/mi2) である。70.1/km2 (182.0/mi2) の平均的な密度に218軒の住宅が建っている。この都市の人種的な構成は白人97.60% 、アフリカン・アメリカン0.22%、先住民0.22%、アジア0.00%、太平洋諸島系0.00%、その他の人種0.44%、及び混血1.53%である。ここの人口の1.31%はヒスパニックまたはラテン系である。
202世帯のうち、29.7%が18歳未満の子供と一緒に生活しており、58.4%は夫婦で生活している。6.9%は未婚の女性が世帯主であり、32.2%は家族以外の住人と同居している。30.2%は独身の居住者が住んでおり、18.3%は65歳以上で独身である。1世帯の平均人数は2.27人であり、家庭の場合は、2.82人である。
この都市内の住民は25.3%が18歳未満の未成年、18歳以上24歳以下が4.6%、25歳以上44歳以下が23.1%、45歳以上64歳以下が23.5%、及び65歳以上が23.5%にわたっている。中央値年齢は41歳である。女性100人ごとに対して男性は98.7人である。18歳以上の女性100人ごとに対して男性は84.4人である。
この都市の世帯ごとの平均的な収入は29,453米ドルであり、家族ごとの平均的な収入は38,571米ドルである。男性は26,250米ドルに対して女性は20,250米ドルの平均的な収入がある。この都市の一人当たりの収入 (per capita income) は14,289米ドルである。人口の8.8%及び家族の4.4% は貧困線以下である。全人口のうち18歳未満の10.0%及び65歳以上の11.1%は貧困線以下の生活を送っている。